# 名士
名士（めいし）とは、特定の業界や分野で名を知られている（有名）人物のこと。また、ある地域において名が知れ渡っている家または人物のことである。
後者の意味で使う場合には古い家柄を指す旧家と言う意味合いがあるが、名士である家が必ずしも旧家であることはなく、同様に旧家である家が必ずしも名士であるわけではない。しかし「地元の名士」と表現する場合大抵その地域にある程度の発言力を持つ旧家を指す場合が多い。